# مقاطعة شيردان (نبراسكا)
مقاطعة شيردان (بالإنجليزية: Sheridan County)‏ هي إحدى مقاطعات ولاية نبراسكا في الولايات المتحدة الأمريكية.

## أعلام
- ستانلي دونالد ستوكي